# El cisne amenazado
El cisne amenazado (en neerlandés: De Zwaan bedreigde) es una pintura al óleo de un cisne en torno a 1650 por el pintor Jan Asselijn perteneciente a la Edad de Oro holandesa. La obra se encuentra en la colección del Rijksmuseum de Ámsterdam en los Países Bajos.

## Descripción
La pintura al óleo está realizada sobre lienzo y tiene unas medidas de 144 centímetros de alto y 171 centímetros e ancho. El tema de la pintura es un cisne (Cygnus olor) de tamaño natural, que defiende su nido contra un perro. En la parte inferior derecha, la obra está firmada con el monograma «A».
En el año 1800 cuando fue comprada, la pintura fue interpretada como una alegoría política del gran pensionario (el más alto oficial en las Provincias Unidas) Johan de Witt protector del país de sus enemigos. Tres inscripciones se habían añadido en la obra: las palabras «de Raad-pensionaris» (el gran pensionario) entre las patas del cisne, las palabras «de viand van de staat» (el enemigo del estado) por encima de la cabeza del perro a la izquierda, y el nombre de «Holland» (Holanda) en el huevo de la derecha.

## Historia
En la década de 1790 esta pintura se encontraba en la colección de Jan Gildemeester y fue incluido en el año 1800 para el catálogo pinturas -ordenadas alfabéticamente por el artista- producidas para su venta al estado, a pesar de que no se incluyó en 1794 la pintura de la colección de Adriaan de Lelie conocida como la Galería de arte de Jan Gildemeester Jansz. El catálogo indica que se trata de una «alegoría del gran pensionario Witt». La pintura fue comprada por el marchante de arte Cornelis Sebille Roos por 100 florines para la Nationale Konst-Gallery de La Haya, en nombre de su director Alexander Gogel.  Está documentada que fue la primera compra por parte de esa institución.
Se ha especulado que el texto blanco que fue pintado en la pintura se realizó durante la guerra de panfletos Witten-Oorlog. La pintura fue comprada por la Nationale Konst-Gallery de La Haya en 1800 sobre la base de su referencia alegórica, pero únicamaente más tarde los visitantes señalaron que el pintor había muerto mucho antes de que el asesinato de los hermanos de Witt se llevara a cabo.

## Europeana 280
En abril de 2016, la pintura El cisne amenazado fue seleccionada como una de las diez obras artísticas más importantes de Holanda por el proyecto Europeana.